# Самолюбивый стихотворец
«Самолюбивый стихотворец» — стихотворная комедия в пяти действиях Николая Петровича Николева.
Впервые опубликовано в «Российском феатре», 1787, No 15.
Пьеса впервые поставлена 15 июня 1781 года в Петербурге.

## Персонажи
- Надмен, стихотворец.
- Милана, его племянница.
- Крутон, отец Чеснодума.
- Чеснодум, любовник Миланин.
- Модстрих, петиметр, влюбленный в Милану.
- Марина, служанка Миланы.
- Панфил, слуга Чеснодума.
- Наборщик.

## Литературный контекст
Пьеса «Самолюбивый стихотворец» была злым и остроумным памфлетом на знаменитого поэта и драматурга, основоположника русского театра А. П. Сумарокова. Основным объектом сатиры в пьесе является непомерное самомнение Надмена, которого служанка Марина характеризует следующим образом:

…Надмен таких высоких дум

О звании своем, о даре, о искусстве,

Что мыслит, будто бы нет в разуме, ни в чувстве

Достойной похвалы достоинствам его,

Что все писатели не значат ничего.

В одной из реплик Надмен ставит себя в один ряд с Расином, Корнелем и Вольтером. Всё это вполне соответствовало самомнению и вспыльчивому характеру Сумарокова, справедливо считавшего себя создателем русского театра и не без основания претендовавшего на место первого русского поэта. Прозрачно перекликаются и семейные отношения, описанные в пьесе, с отношениями в хорошо известной публике литературной семье из жизни.
Известный театральный и литературный деятель конца XVIII и первой половины XIX в. князь А. А. Шаховской в своей «Летописи русского театра» описывает реакцию литературных почитателей Сумарокова на одну из постановок пьесы:
При представлении сей комедии (написанной в осмеяние Сумарокова) в первый раз послышался в русском театре мстящий за Сумарокова свист. Говорят, что он раздался из ложи дочери его, К. А. Княжниной, и повторился во многих местах и многими зрителями, оскорбленными поруганием отца нашего театра.
Кроме того, в эти годы Сумароков воспринимался как литературный выразитель недовольных политикой Екатерины II, то есть как фигура политическая. Поэтому в негативной реакции на произведение Николева трудно отделить литературные причины от политических.
Несмотря на выпады против Сумарокова, комедия «Самолюбивый стихотворец» ставилась «на придворном театре неоднократно к удовольствию зрителей».